# Lista de pinturas de Álvaro Pires de Évora
Esta é uma lista de pinturas de Álvaro Pires de Évora, lista não exaustiva das pinturas deste pintor, mas tão só das que como tal se encontram registadas na Wikidata.
A lista está ordenada pela data da publicação de cada pintura. Como nas outras listas geradas a partir da Wikidata, os dados cuja designação se encontra em itálico apenas têm ficha na Wikidata, não tendo ainda artigo próprio criado na Wikipédia.
Álvaro Pires, figura ímpar de pioneiro e artista, nasceu em Évora e esteve activo na região da Toscana, em Itália, entre 1410 e 1434. A assinatura no retábulo da Igreja de Santa Croce de Fossabanda, próximo de Pisa, e uma curta referência do grande historiador Giorgio Vasari, em 1568, que o designava «Alvaro Piero di Portogallo», comprovam a sua origem.
A qualidade plástica e a importância histórica de Álvaro Pires materializam-se em pouco mais de 50 pinturas que se enquadram na pintura centro-italiana da época e que são testemunho das intensas relações no noroeste mediterrânico nos alvores do Renascimento.
| Imagem | Título                                                                                     | Data                | Retrata                                                                                      | Coleção | Descrito em |
| ------ | ------------------------------------------------------------------------------------------ | ------------------- | -------------------------------------------------------------------------------------------- | --- | ----------- |
|        | Virgem com o Menino                                                                        | 1410                | Madona Menino Jesus Virgem Maria                                                             | Pinacoteca Nacional de Cagliari                                                                                 |             |
|        | A Virgem em Majestade com o Menino e dois Anjos                                            | 1410                | Madona Menino Jesus anjo                                                                     | No/unknown value                                                                                                |             |
|        | A Virgem e o Menino entre São Bartolomeu e Santo Antão, sob a Anunciação                   | 1410                | Virgem Maria Menino Jesus São Bartolomeu Antão do Deserto Anunciação                         | Museu Nacional Frei Manuel do Cenáculo                                                                          |             |
|        | A Virgem Maria e São João Evangelista                                                      | 1410                | Virgem Maria São João Evangelista                                                            | Pinacoteca e Museu Municipal de Volterra                                                                        |             |
|        | Díptico da Anunciação                                                                      | 1410                | Anunciação                                                                                   | Gemäldegalerie                                                                                                  |             |
|        | Santo Diácono                                                                              | 1425 1411 século XV |                                                                                              | Departamento de Pinturas do Louvre Campana collection Museu do Petit Palais                                     |             |
|        | Virgem com o Menino (Pisa)                                                                 | 1411                | Madona e o Menino Virgem Maria Menino Jesus                                                  | Museu Nacional de San Matteo                                                                                    |             |
|        | Virgem com o Menino (Livorno)                                                              | 1411                | Madona e o Menino Virgem Maria Menino Jesus                                                  | Museu da Cidade                                                                                                 |             |
|        | Tríptico de Volterra                                                                       | 1417                | Virgem Maria Menino Jesus Nicolau de Mira João Batista São Cristóvão Miguel Cosme e Damião   | Pinacoteca e Museu Municipal de Volterra                                                                        |             |
|        | Díptico da Anunciação                                                                      | década de 1420      | Anunciação                                                                                   | Museu de Arte de John e Mable Ringling                                                                          |             |
|        | Virgem do Leite entre São Pedro e São Francisco                                            | 1420                | Virgem Maria Menino Jesus São Pedro Francisco de Assis                                       | Museu de Belas Artes de Dijon                                                                                   |             |
|        | Anjo da Anunciação                                                                         | década de 1420      | Anunciação                                                                                   | Museu de Arte de John e Mable Ringling                                                                          |             |
|        | Virgem da Anunciação                                                                       | década de 1420      | Anunciação Virgem Maria                                                                      | Museu de Arte de John e Mable Ringling                                                                          |             |
|        | Arcanjo São Miguel                                                                         | século XV           | Miguel                                                                                       | No/unknown value                                                                                                |             |
|        | São Miguel e São João Batista                                                              | 1423                | João Batista Miguel                                                                          | Museu Nacional de Varsóvia                                                                                      |             |
|        | Santa Catarina de Alexandria e São Tiago                                                   | 1423                | Catarina de Alexandria Santiago Maior                                                        | No/unknown value                                                                                                |             |
|        | Virgem com o Menino                                                                        | 1423                | Virgem Maria Menino Jesus                                                                    | Museu da Cidade                                                                                                 |             |
|        | Políptico de Pieve de San Paolo                                                            | 1424                | Cosme e Damião São Pedro Santo André Paulo de Tarso João Batista                             | Lindenau-Museum                                                                                                 |             |
|        | Santo André e São Pedro                                                                    | 1424                | São Pedro Santo André                                                                        | Lindenau-Museum                                                                                                 |             |
|        | São Paulo e São João Baptista                                                              | 1424                | Paulo de Tarso João Batista                                                                  | Lindenau-Museum                                                                                                 |             |
|        | São Cosme                                                                                  | 1424                |                                                                                              | Lindenau-Museum                                                                                                 |             |
|        | Virgem da Humildade                                                                        | 1425                | Madona e o Menino Virgem Maria Menino Jesus                                                  | Galeria de Arte Moderna de Milão                                                                                |             |
|        | São Cosme                                                                                  | 1425                |                                                                                              | No/unknown value                                                                                                |             |
|        | Santo Estêvão e São Vicente                                                                | 1425                | Santo Estêvão Vicente de Saragoça                                                            | Museo Civico Medievale di Bologna                                                                               |             |
|        | Políptico de Sant´Agostino a Nicosia                                                       | 1425                | Madona e o Menino Miguel João Batista Agostinho de Cantuária São João Evangelista Anunciação | Museu Nacional de San Matteo Museu de Arte de John e Mable Ringling Museu Nacional de Varsóvia No/unknown value |             |
|        | São João Baptista e Santo Agostinho                                                        | 1425                | São João Evangelista Agostinho de Cantuária                                                  | No/unknown value                                                                                                |             |
|        | Políptico de Volterra                                                                      | 1425                |                                                                                              | |             |
|        | São Jorge                                                                                  | 1427                | São Jorge                                                                                    | Museu Hermitage                                                                                                 |             |
|        | Santa Catarina de Alexandria                                                               | 1428                | Catarina de Alexandria                                                                       | Museu de Belas Artes                                                                                            |             |
|        | A Apresentação no Templo                                                                   | década de 1430      | Virgem Maria Menino Jesus mulher homem Apresentação de Jesus no Templo São José Jesus        | Metropolitan Museum of Art                                                                                      |             |
|        | A Anunciação                                                                               | 1430                | Anunciação                                                                                   | Museu Nacional de Arte Antiga                                                                                   |             |
|        | Díptico da Anunciação                                                                      | 1430                | Anunciação                                                                                   | Galeria Nacional da Úmbria                                                                                      |             |
|        | Cristo Ressuscitado Abençoando                                                             | 1430                | Jesus                                                                                        | Museu de Belas Artes de Budapeste                                                                               |             |
|        | Santa Luzia                                                                                | 1430                | Lúcia de Siracusa                                                                            | |             |
|        | Saints Paul and John the Baptist (interior left), Saints Peter and Andrew (interior right) | 1430                |                                                                                              | Lindenau-Museum                                                                                                 |             |
|        | Saint Cosmas                                                                               | 1430                |                                                                                              | Lindenau-Museum                                                                                                 |             |
|        | Nossa Senhora com o Menino e Anjos Músicos                                                 | século XV           | Virgem Maria Menino Jesus anjo Madona e o Menino                                             | Igreja e Convento da Santa Cruz                                                                                 |             |
|        | Cena das Vidas dos Santos Cosme e Damião: Decapitação                                      | século XV           | Cosme e Damião                                                                               | Museu de Arte de Worcester                                                                                      |             |
|        | Cena das Vidas dos Santos Cosme e Damião: Apedrejamento                                    | século XV           | Cosme e Damião                                                                               | Museu de Arte de Worcester                                                                                      |             |
|        | São Cosme                                                                                  | século XV           |                                                                                              | No/unknown value                                                                                                |             |
|        | A Virgem com o Menino                                                                      |                     | Virgem Maria Menino Jesus                                                                    | Pinacoteca Nacional de Cagliari                                                                                 |             |

∑ 41 items.